# José Leandro Oviedo
José Leandro Oviedo é uma cidade do Paraguai, Departamento Itapúa.

## Transporte
O município José Leandro Oviedo é servido pelas seguintes rodovias:
- Ruta 08, que liga a cidade de San Estanislao ((Departamento de San Pedro) ao município de Coronel Bogado.[2][3][4]